# نصف‌النهار ۱۰۶ درجه غربی
نصف‌النهار ۱۰۶ درجه غربی ۱۰۶مین نصف‌النهار غربی از گرینویچ است که از لحاظ زمانی 7ساعت و 4دقیقه با گرینویچ اختلاف زمانی دارد.
این نصف‌النهار از قطب شمال شروع و از مناطق زیر گذشته و به قطب جنوب ختم می‌شود.
- کانادا
- ایالات متحده آمریکا
- اقیانوس آرام